# Dolly (drag queen)
Dolly, nombre artístico de Juan Francisco Becerra (1967, Málaga), es un drag queen y actor español, conocido por su papel como Bibiana en La que se avecina.

## Vida y carrera
Juan Francisco Becerra nació en Málaga en 1967, mudándose a temprana edad con sus padres al municipio de Sant Josep, en Ibiza.
Interpretó por primera vez a Dolly, cuyo nombre está inspirado en la cantante Dolly Parton, en la película de 1996 Más que amor frenesí. Desde entonces Dolly ha actuado en obras de teatro y espectáculos.
Fue en 1996, tras su interpretación en la película, que comenzó a actuar en el recién inaugurado restaurante Gula Gula, iniciando su carrera como drag queen.
En 2009 estrenó la obra de teatro Goodbye Dolly, que culminó con su cuarta temporada en el año 2011.
En 2021 actuó en la cuarta gala de Got Talent España. En 2024 acudió como invitada a Drag Race España, concretamente al octavo episodio de la cuarta temporada, donde participó en el reto principal del episodio junta a la concursante Mariana Stars.

## Filmografía

### Cine
| Año  | Título               | Papel      | Notas        |
| ---- | -------------------- | ---------- | ------------ |
| 1996 | Más que amor frenesí | Dolly      | Película     |
| 1997 | Atómica              | Dolly      | Película     |
| 2007 | ¡¡¡Todas!!!          | Transexual | Cortometraje |

### Televisión
| Año       | Título            | Papel                 | Notas        |
| --------- | ----------------- | --------------------- | ------------ |
| 2014-2024 | La que se avecina | Bibiana               | 14 episodios |
| 2020-2023 | Por H o por B     | Maestra de ceremonias | 2 episodios  |
| 2024      | Drag Race España  | Invitada              | 1 episodio   |

## Teatro
- Goodbye Dolly
- Las rubias no somos tontas
- Terapia con Dolly[5]